# 札幌岳
札幌岳（さっぽろだけ）は支笏洞爺国立公園内に含まれ、北海道石狩振興局札幌市にある標高1,293mの火山である。
山の名は、豊平川の水源であることに由来。札幌市内を流れる豊平川は明治以前はサッ・ポロ・ペツ（アイヌ語で「渇いた大きな川」の意）と呼ばれていた。サッ・ポロ・ペツは札幌市の地名語源でもある。
山頂には「石鎚神社」碑と、一等三角点「札幌岳」が設置されている。

## 登山ルート
豊平峡ダム近辺の冷水沢コースと八剣山近辺の豊滝コースの2コースが開削されている。
また、空沼岳への縦走ルートも存在する。

### 冷水沢コース
登山口には広い駐車場が設けられており、小さなログハウスの登山届記載所がある。コース前半には1体の石仏が鎮座している。
冷水沢川の渡渉を繰り返しながら進むと、やがて平坦なカラマツ林に至る。ここは1954年（昭和29年）9月の洞爺丸台風によって針葉樹林が壊滅的な被害を受けた後、マツを密集して植林した場所で、台風高原と呼ばれている。
標高860メートル地点には、北海学園大学が管理する冷水小屋が建つ。初代の冷水小屋は太平洋戦争中に焼失しており、その後1952年（昭和27年）に北海道電力によって再建された。これは支笏洞爺国立公園内に送電線を建設する代償として行われたと言われている。
小屋から先は急登となるが、尾根まで出れば山頂までの道は平坦になる。

### 豊滝コース
かつて信仰登山のために用いられていた経路である。毎年整備がされるわけではないので、藪漕ぎ状態になることもある。
盤の沢川に沿って盤の沢林道を進み、その終点に登山口がある。急傾斜の道を登っていくと、やがて空沼岳・札幌岳間の縦走路に合流する。

### 縦走路
札幌市内で1000メートル級の山々を縦走できるのはこのルートのみである。豊滝コースとの合流地点の先、札幌岳山頂へは標高差160メートルの急登が控えている。

## ギャラリー

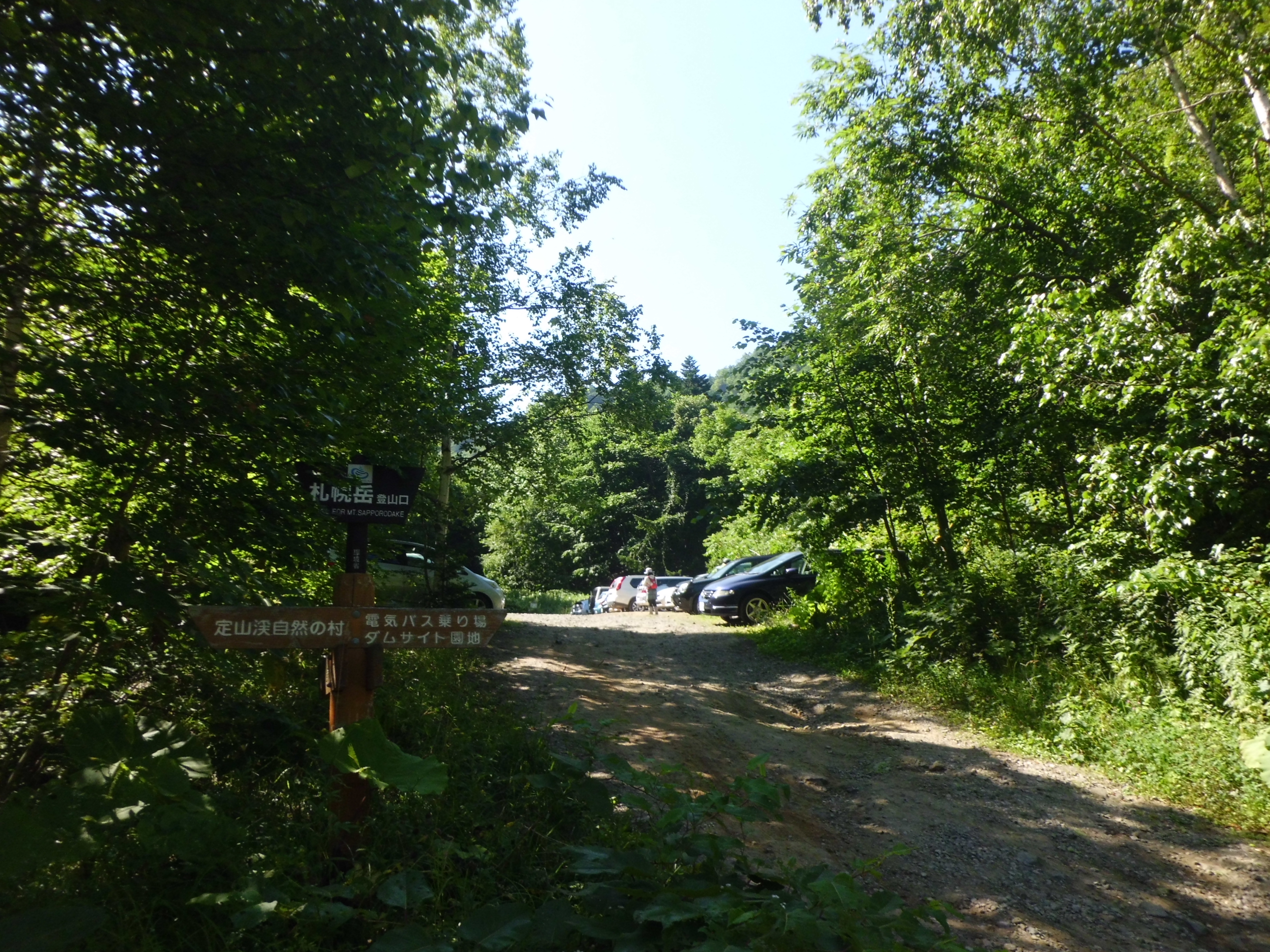
登山口（冷水沢コース）
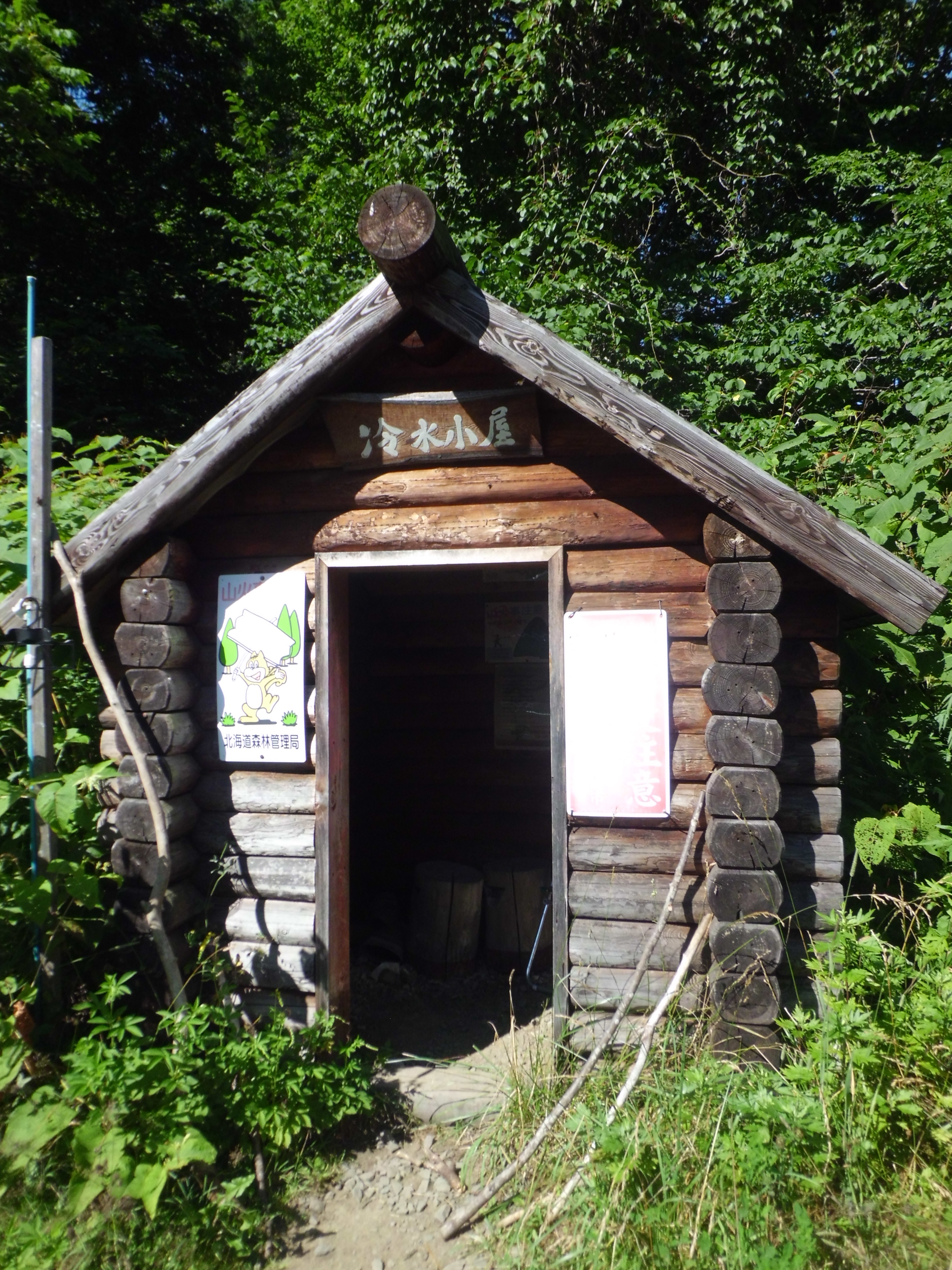
登山口の「冷水小屋」
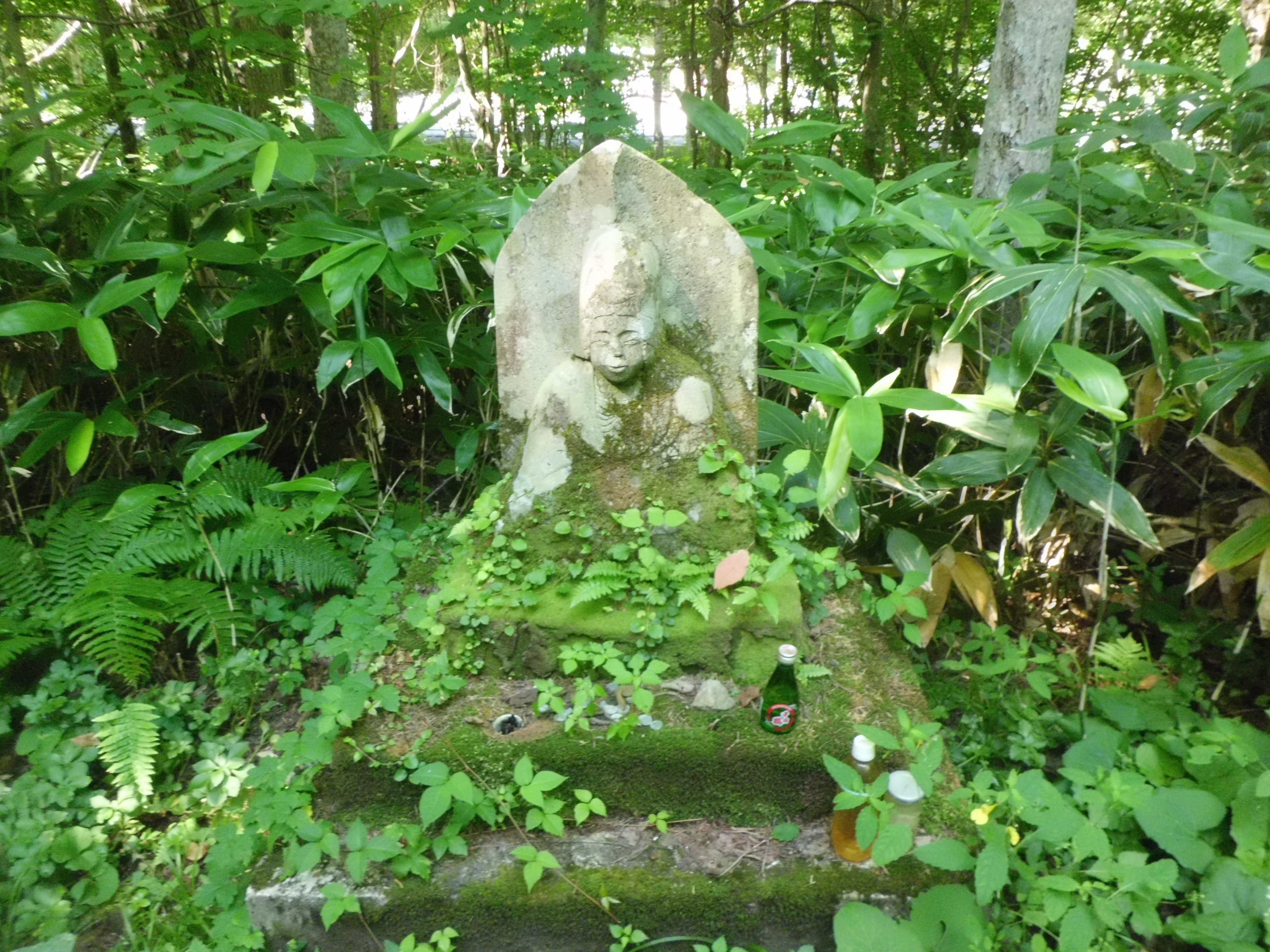
石仏
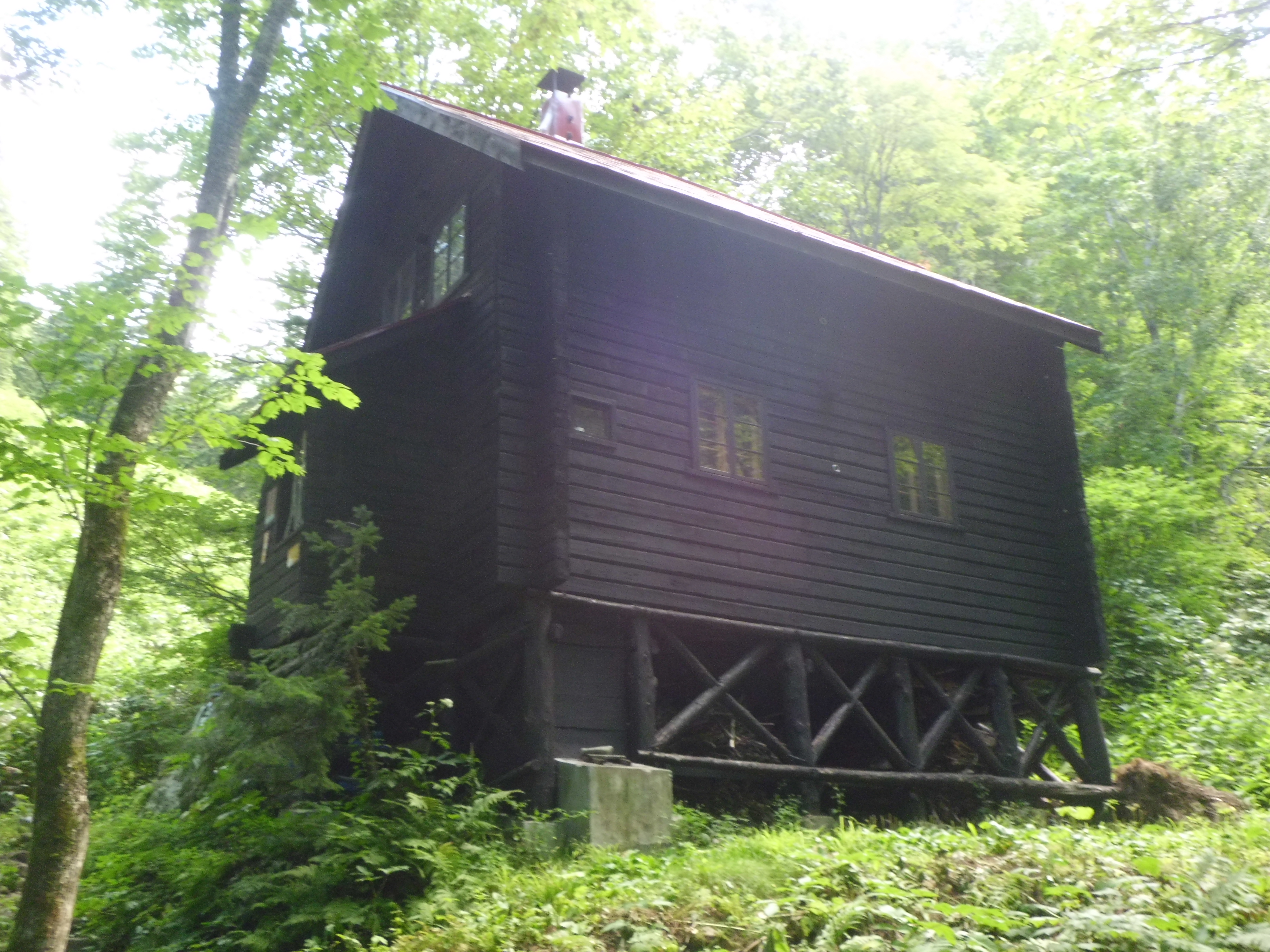
冷水小屋
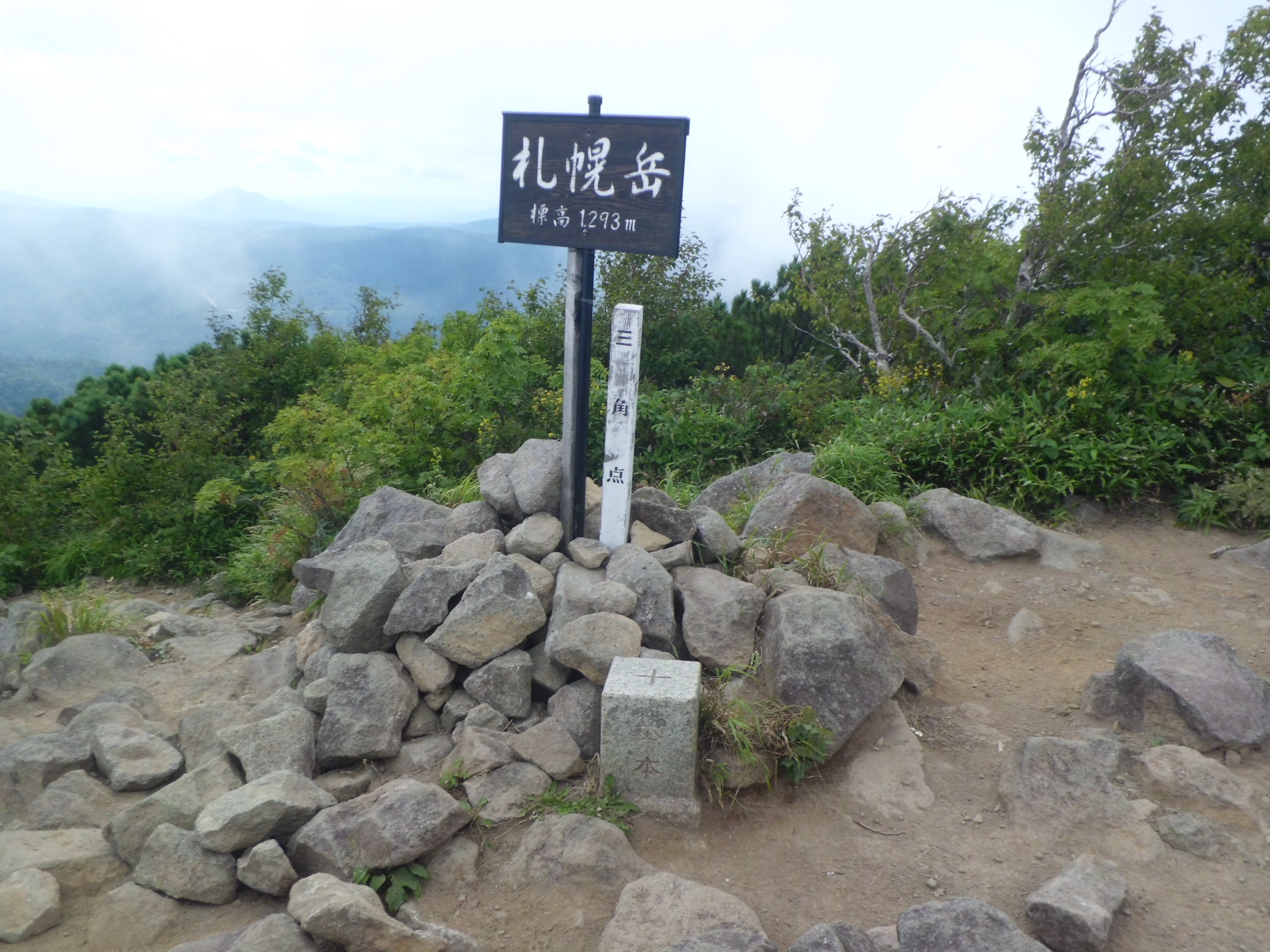
山頂
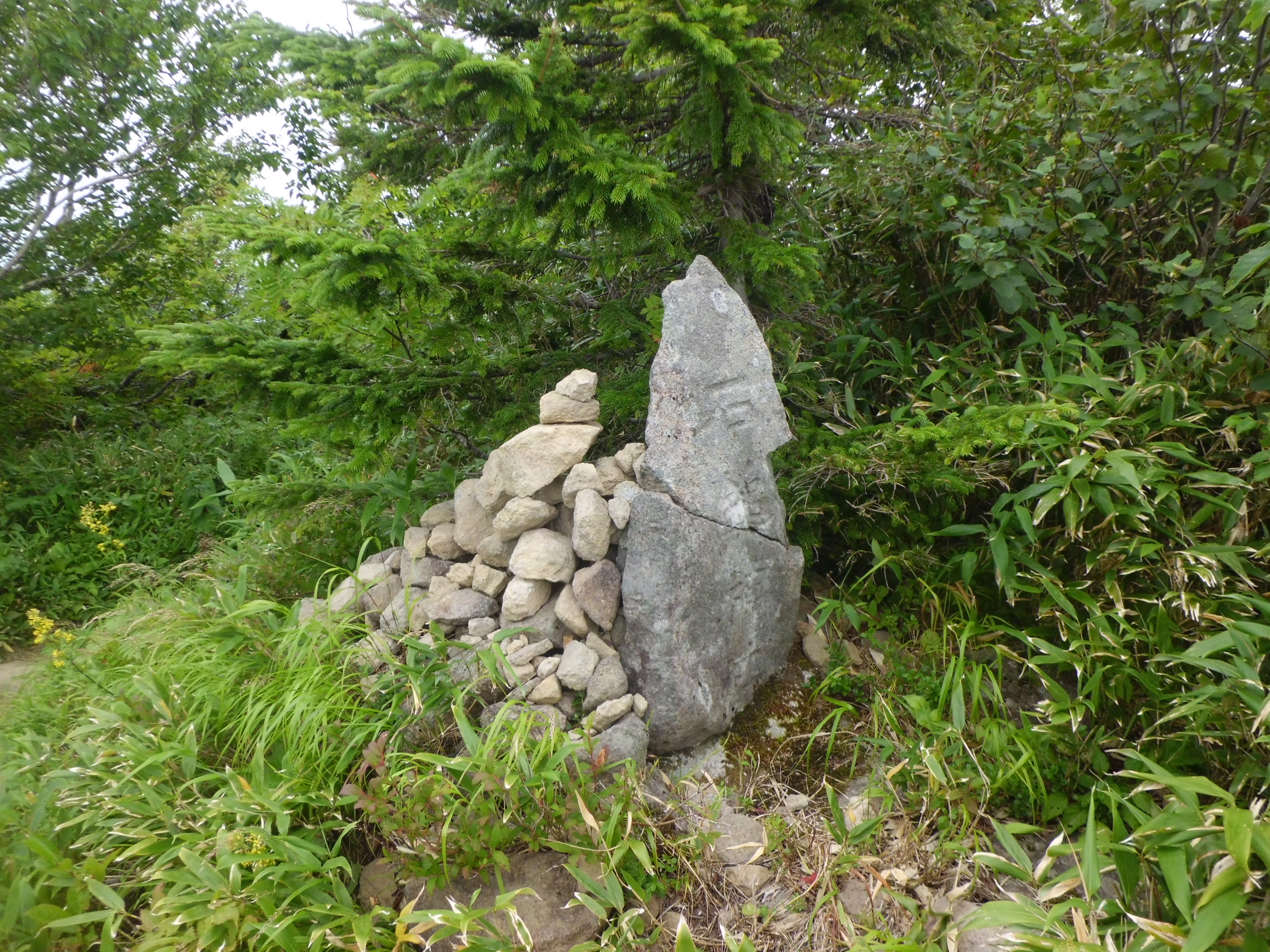
石鎚神社碑
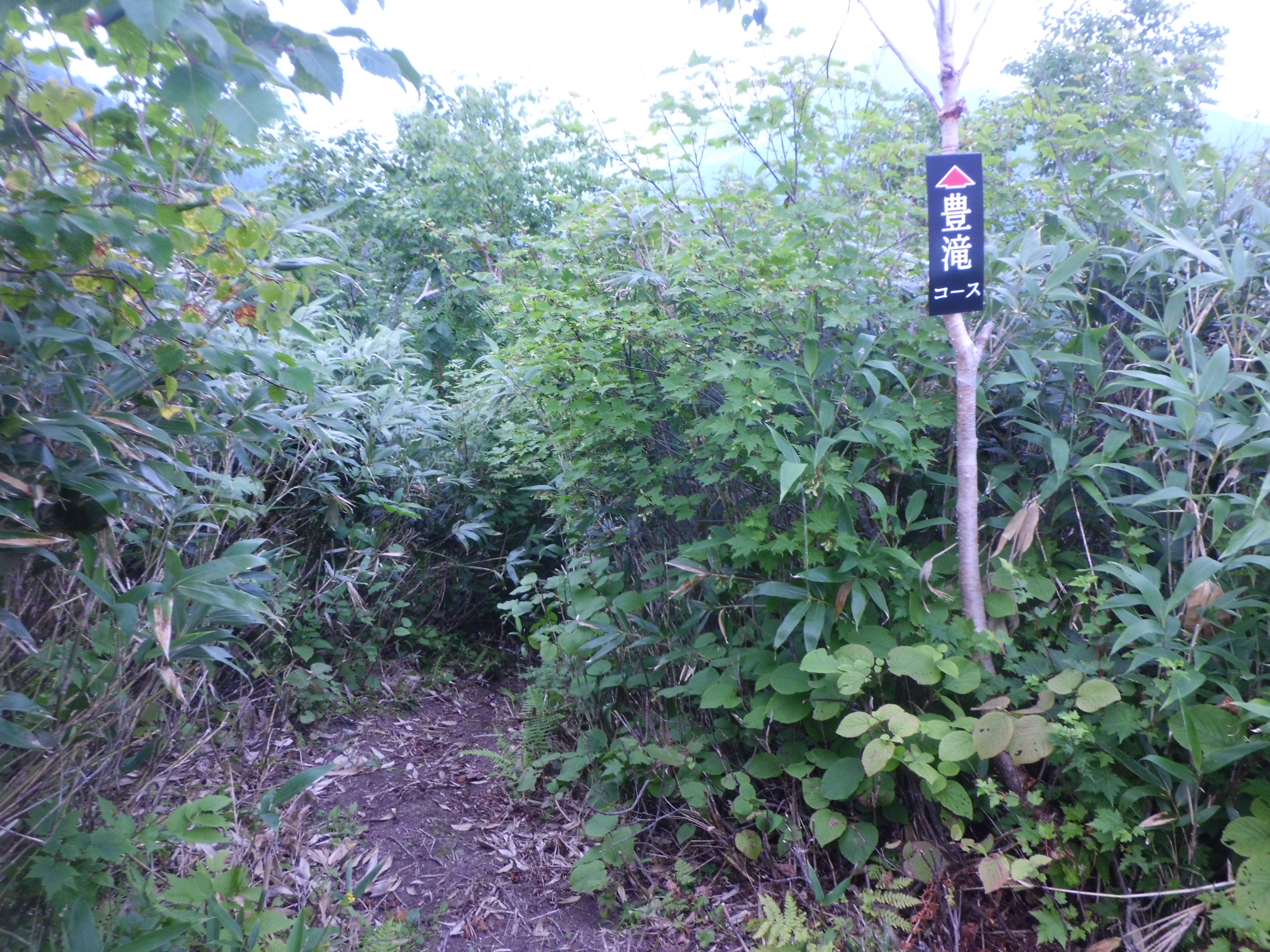
縦走路から豊滝への分岐点
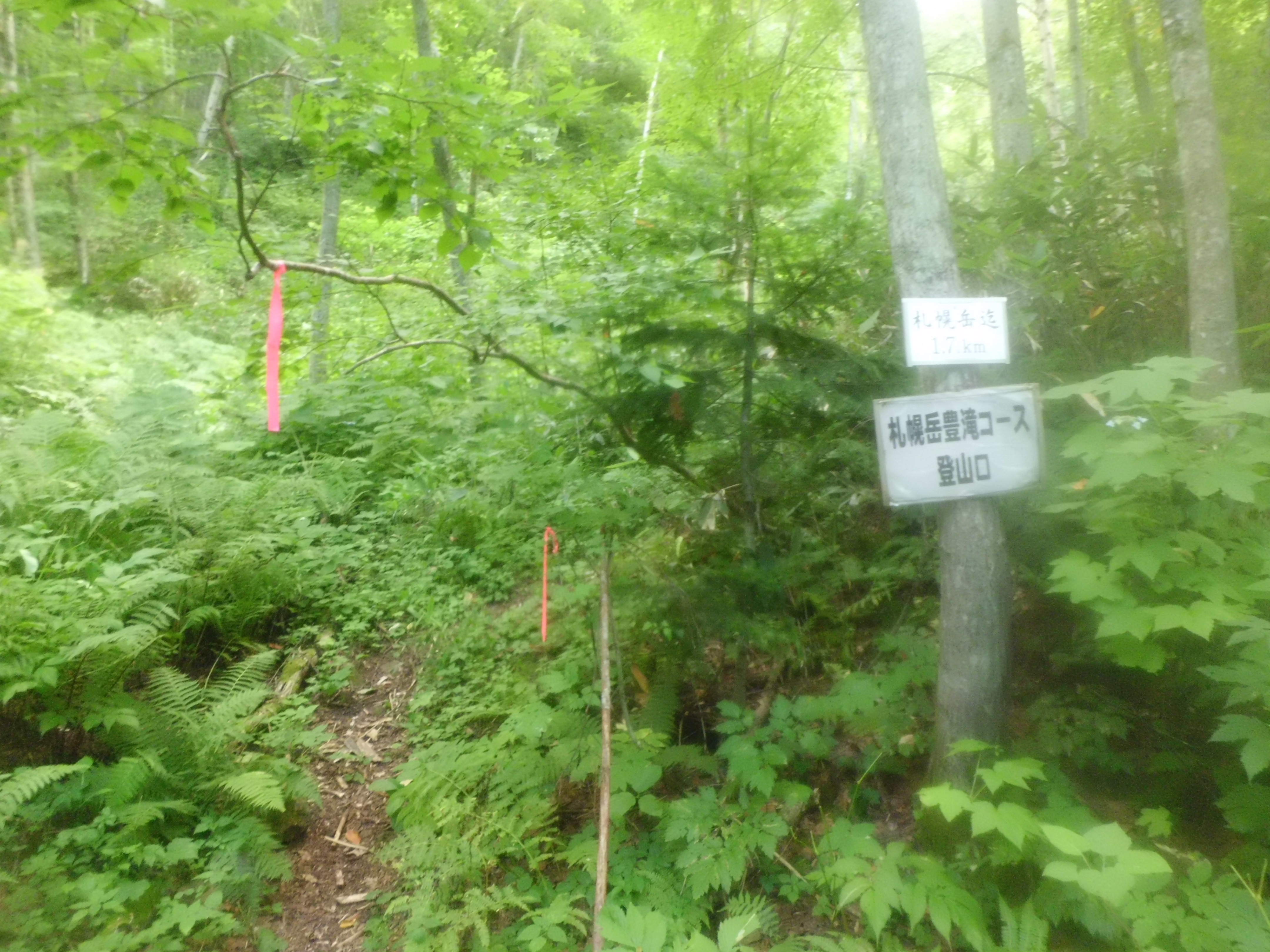
登山口（豊滝コース）